# Тембуронґ
Тембуронґ — (малай. Daerah Temburong) — один із чотирьох округів (даера) на сході Брунею.
- Адміністративний центр — Банґар.
- Площа — 1166 км², населення — 10 200 осіб (2010 рік).

## Географія
На заході, півдні і сході межує з малайським штатом Саравак. На півночі омивається водами Брунейської затоки Південнокитайського моря. Відокремлений по суші від найближчого округу Бруней-Муара смугою території, що належить Малайзії. Через округ протікає річка Сунґаі Тембуронґ.

## Адміністративний поділ
Округ розділений на 5 мукімів — районів:

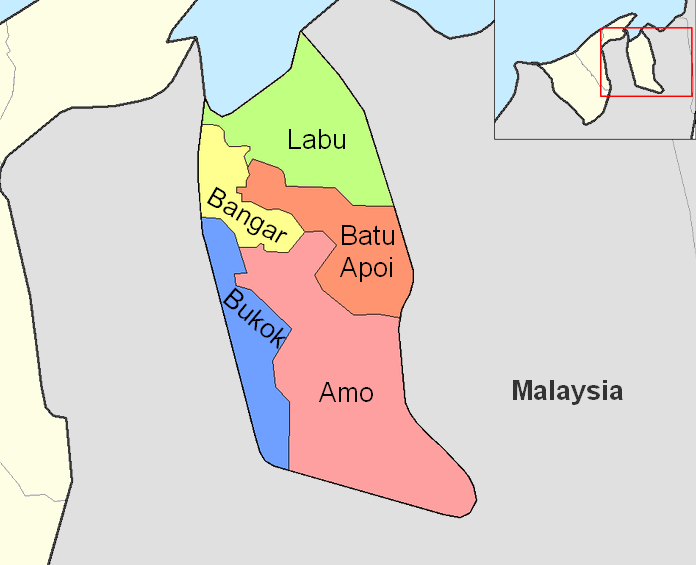
Мукуми (райони) округу

- Амо (Amo)
- Банґар (Bangar)
- Бату Апої (Batu Apoi)
- Бокок (Bokok)
- Лабу (Labu)

## Визначні місця
- Лісопарк Пеледеян із зоною відпочинку
- Парк джунглів і дослідницький центр Куала Белалонґ
- Парк Батан Дурі
- Національний парк Улу Тембуронґ

| Бруней | Це незавершена стаття з географії Брунею. Ви можете допомогти проєкту, виправивши або дописавши її. |